# Pouant
Pouant é uma comuna francesa na região administrativa da Nova Aquitânia, no departamento de Vienne. Estende-se por uma área de 26,57 km². Em 2010 a comuna tinha 426 habitantes (densidade: 16 hab./km²).